# Gaststätte Hopfengarten (Magdeburg)

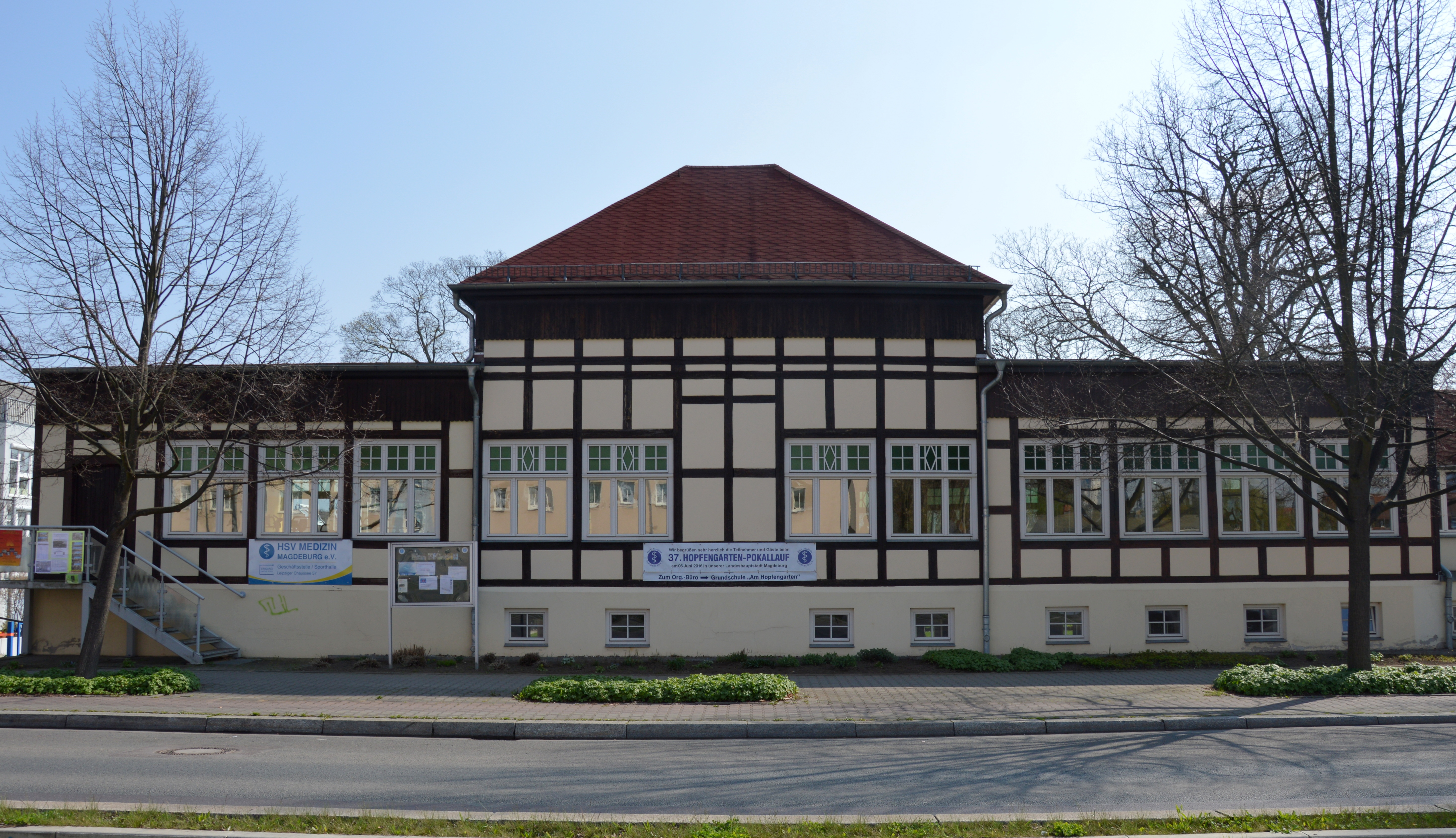
Ehemalige Gaststätte Hopfengarten, 2016

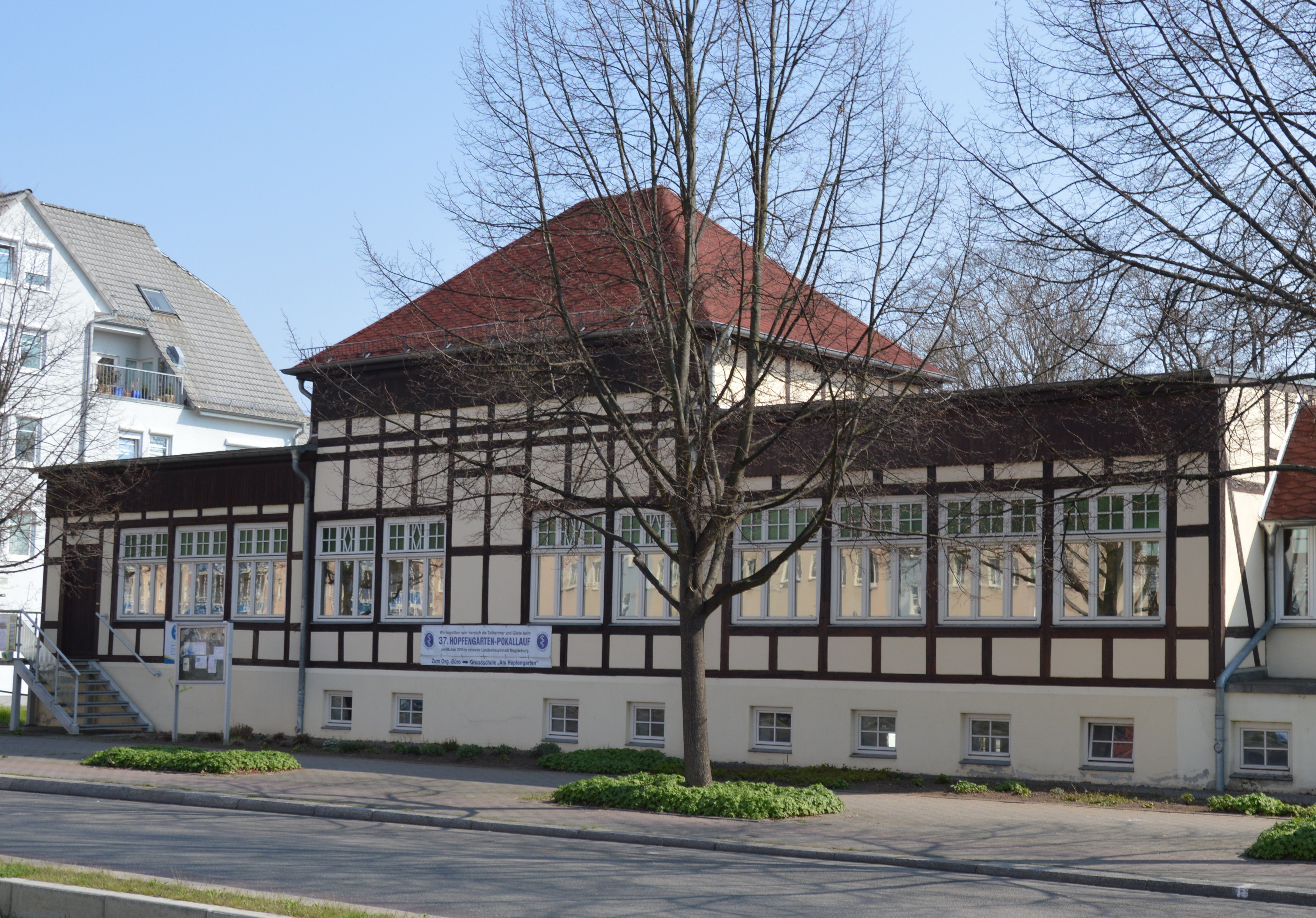
Blick von Südwesten

Die Gaststätte Hopfengarten ist eine denkmalgeschützte ehemalige Gaststätte in Magdeburg in Sachsen-Anhalt.

## Lage
Das Gebäude steht an der Ostseite der Leipziger Chaussee im Magdeburger Stadtteil Hopfengarten, an der Adresse Leipziger Chaussee 57.

## Geschichte und Architektur
Im Jahr 1912 wurde das lange eingeschossige Fachwerk-Gebäude als Gartenwirtschaft für die Buckauer Dampf-Bierbrauerei Reichardt & Schneidewin errichtet. Planung und Ausführung erfolgten durch das Baugeschäft Hanack & Ludwig. Zur Bauzeit gehörte das Grundstück noch zur Gemarkung des 1910 nach Magdeburg eingemeindeten Stadtteils Lemsdorf. Etwas weiter nordöstlich der Gaststätte entstand in dieser Zeit die Gartenstadt Hopfengarten.
Das Gebäude ruht auf einem hohen Sockelgeschoss. Die Gebäudemitte ist als Mittelpavillon ausgeführt und mit einem Walmdach bedeckt. Nach Norden und Süden schließen sich flache Seitenflügel an. Das schlichte Fachwerk ist durch eng angeordnete Ständer geprägt und streng orthogonal ohne Streben ausgeführt. Es orientiert sich damit an der englischen Landhausarchitektur. Die Gefache sind mit Ziegeln ausgemauert. Die Fenster sind als Fensterbänder angeordnet und größer als die einzelnen Gefache. Diese Bauweise gibt dem Gebäude eine leichte Erscheinungsweise. Die Fenster sind als Sprossenfenster ausgeführt und im Original erhalten.
In der Zeit der DDR wurde im Haus ein Jugendclub betrieben.
Im Jahr 1994 wurde das Gebäude durch den Hochschulsportverein Medizin Magdeburg e. V. angemietet, der dort seine Geschäftsstelle und Vereinsräume unterhält. Mit Unterstützung der Vereinsmitglieder und durch Fördergelder wurde das Haus saniert und ausgebaut. Die alte Kohleheizung wurde auf Erdgas umgestellt. Die benachbarte als Sporthalle genutzte Halle erhielt ein neues Dach sowie neue Beleuchtung, Parkett, Umkleide und Sanitärräume. Außerdem wurde der Hof neu gestaltet und begrünt.
Im Denkmalverzeichnis des Landes Sachsen-Anhalt ist die Gaststätte unter der Erfassungsnummer 094 82544 als Baudenkmal verzeichnet.
Der Bau gilt als typisches Beispiel für die Gaststätten- und Bäderarchitektur in der Zeit der Jahrhundertwende zum 20. Jahrhundert.